# Plaza de las Monjas (Huelva)
La plaza de las Monjas es un espacio abierto situado en el centro histórico de la ciudad de Huelva, España. A lo largo de los años ha tomado diferentes denominaciones: plaza de Abajo en el siglo XV, plaza Nueva en el siglo XVI, plaza de San Juan a partir del siglo XVII, ya plaza de las Monjas en 1805, su primera denominación oficial en 1823 como plaza del Rey, plaza de Isabel II en 1835, plaza de la Constitución y de nuevo plaza de las Monjas como su nomenclatura oficial en 1936.

## Historia
Fue construida en los terrenos anexos al Convento mudéjar de las Agustinas (siglo XVI) en un lugar que eran las caballerizas del palacio de los Duques de Medina Sidonia, hoy en la calle del mismo nombre. Ese espacio se fue adecentando y ampliando para diversas celebraciones, como el nacimiento de un hijo de los duques y se consolidó como espacio público a partir del siglo XVIII con diversos espectáculos taurinos o de Moros y cristianos.
Pero no fue hasta 1907 cuando se encargó al arquitecto municipal Francisco Monís y Morales su remodelación como espacio público. La conocida como Fuente Magna se levantó en 1942, símbolo de una época de continuos cambios abordados sobre todo con el crecimiento de la ciudad y la apertura de la Avenida Martín Alonso Pinzón en los años 1950, que la convirtió en lugar de paso estratégico para la ciudad. En los años siguientes se desmanteló la fuente y el proyecto de 1967 de Alejandro Herrero eliminó elementos como el templete musical. En 1988 volvieron a recuperarse elementos gracias al proyecto de Alfonso Martínez Chacón siendo de nuevo parcialmente reformada en 2006, a lo que se le sumó la semipeatonalización de la Gran Vía entre 2009 y 2010 y se le añadió una estatua a Cristóbal Colón en 2011.

## Arquitectura

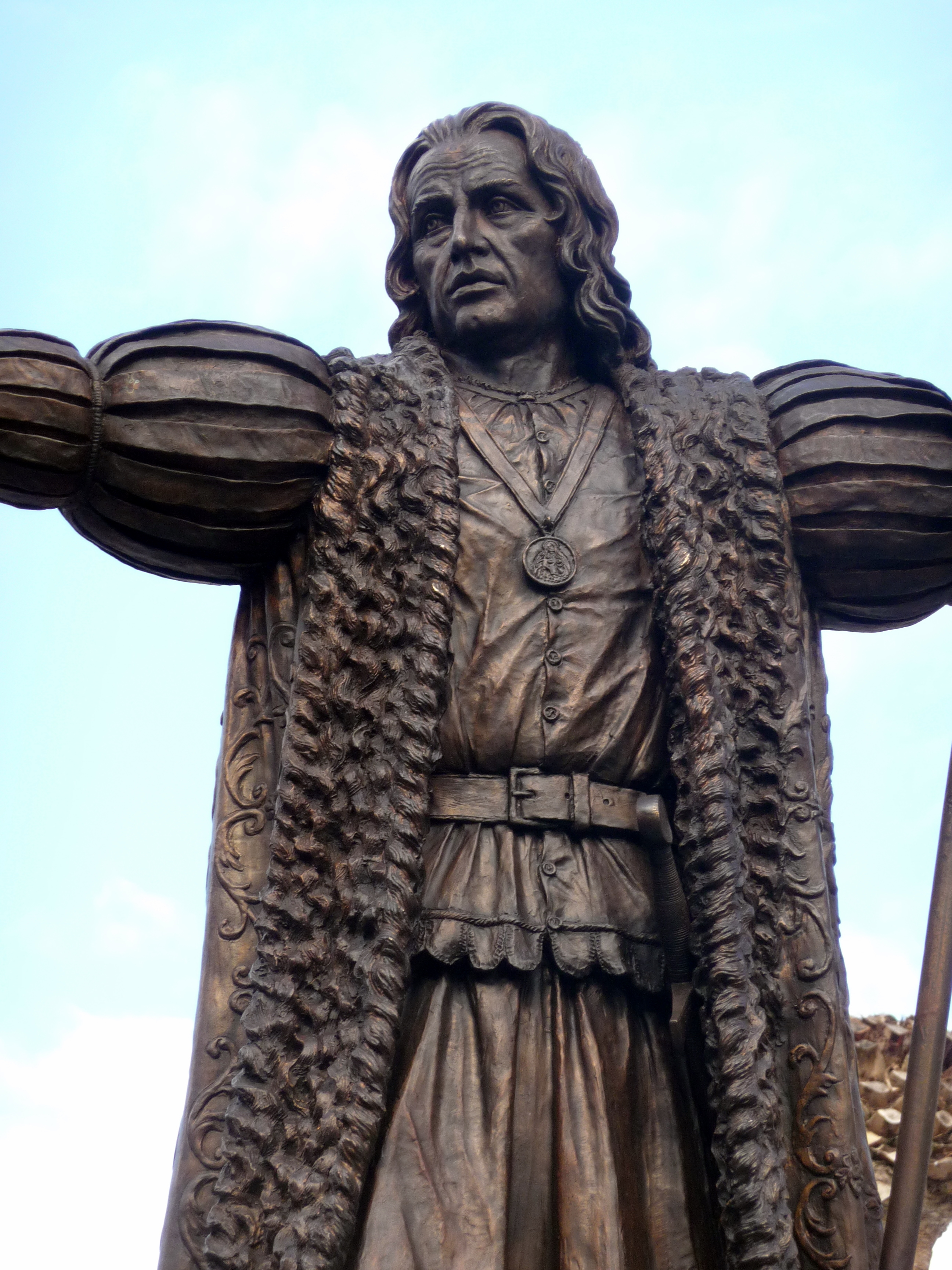
Detalle del monumento a Colón

De planta rectangular está semiabierta al tráfico por el lado del convento. Se encuentra equipada con un Quiosco principal de música, cuatro más en los laterales para prensa, restauración y punto de información y otro más pequeño de mantenimiento. A su entrada por la Avenida Martín Alonso Pinzón nos recibe una pequeña fuente flanqueada por el monumento a Colón señalando hacia el océano y ocho farolas de forja. En su entorno, además del convento, la Avenida Martín Alonso Pinzón y el cercano Ayuntamiento de Huelva se encuentran los edificios del antiguo Banco de España (obra de José Yárnoz Larrosa, del año 1938) y el Edificio Hotel París (edificio original de 1907 obra de Francisco Monís y Morales) , subsede de la Diputación Provincial de Huelva.